# Educazione Nuova
Il movimento dell'Educazione Nuova si diffuse agli inizi del Novecento fino al secondo dopoguerra in Europa, Stati Uniti, India e America del Sud. Alcune scuole appartenenti a questa corrente sono ancora presenti ma hanno perso l'importanza sperimentale che avevano nel primo periodo.
Possiamo dividere le esperienze di Educazione in 4 tipologie di istituti:
- Collegi riformati
- Scuole Sperimentali vere e proprie (John Dewey, Decroly)
- Scuole con materiale strutturato (Montessori)
- Scuole legate al carisma del fondatore (Agazzi).

L'Educazione Nuova ha come retroterra teorico l'attivismo pedagogico e due istituti di ricerca fondamentali:
- l'Università di Chicago, sotto la direzione di John Dewey e relativa scuola sperimentale
- l'Istituto Rousseau di Ginevra diretto da Édouard Claparède.